# اس‌دی‌ال

Simple DirectMedia Layer

اس‌دی‌ال (SDL مخفف Simple DirectMedia Layer) یک کتابخانه آزاد و متن‌باز است که برای بازی سازی و برنامه‌های گرافیکی استفاده می‌شود. اس‌دی‌ال یک سطح دسترسی پایین به کارت گرافیک اس‍ت. این کتابخانه برخلاف OGRE3d یک کتابخانه دو بعدی می‌باشد ویژگی‌های منحصر اس‌دی‌ال:
- چندسکویی بودن
- پشتیبانی از بازی‌های تحت شبکه
- سیستم صوت داخل اس‌دی‌ال

بازی‌های معروف قابل ذکر:
- world of goo
- 0A.D